# Путник (филм)
„Путник” је југословенски кратки ТВ филм из 1973. године. Режирао га је Александар Мандић, а сценарио је написао Драгослав Михаиловић.

## Улоге
| Глумац                | Улога |
| --------------------- | ----- |
| Данило Бата Стојковић | Мали  |